# ギフトカード (プラスチックカード型)
ギフトカード（英称：Giftcard、Reloadable Card、Stored Value Card）はプラスチックカード型の商品券。
磁気カードやバーコードカードを利用。米国では90年代後半に登場し、現在では十数兆円の市場規模に拡大しており、もっとも代表的なギフトアイテムとして普及している。カードのタイプには、繰り返し利用できる「リチャージ型」と「使い切り型」がある。ASPサービス提供企業が、販売管理、会計、情報分析を統合したセンター管理を請け負うのが一般的。

## ギフトカードのメリット
- キャッシュフローの改善（プリペイドなので前受金が入る）や、電子決済によるキャッシュレス促進など、財務的なメリットが期待できる。
- ギフトカード利用にともなう購入額アップ（アメリカではギフトカード利用者の50%以上が額面以上の買物をし21%以上が2倍以上の買物をしている）。
- 紙の商品券と異なり券面のデザインが自由に行えるので、デザインの工夫などにより、コレクション性を高めることで、滞蔵益も期待できる。
- 紙の商品券にかえて発行した場合、回収処理業務が不要になるので、コスト削減につながる。
- カード型なので携帯性が高いのも特徴。カード番号とPINを打ち込むだけでオンライン決済が実現できるため、ネット利用が容易。

## ギフトカードのデメリット
- 2020年代、日本では特殊詐欺の手段として、コンビニエンスストアで買えるギフトカードを介した犯罪が激増。9割超がアップルギフトカードの悪用だった[1]。

## アメリカの状況
90年代後半に商品券の運用コスト削減を目的とした店側の都合でスタート。従来の紙商品券（Gift Certificate）に変わり登場して以来、年間取扱額は、紙の商品券3兆38億円に対し、プラスチックカード型は45兆円（2003年のアメリカの年間取扱額）となり、急成長を遂げた。現在、小売業の8割以上がギフトカード（プラスチックカード型）を導入していると言われる。

### アメリカでの導入事例
- ウォルマート（GMS）
- ターゲット
- Amazon.com
- バーガーキング
- ニーマンマーカス（百貨店）
- シェル（GAS）
- マクドナルド（外食）
- GAP（アパレル）
- AppleiTunes（音楽ダウンロード）
- ブロックバスター（CD・DVD）
- ウォルグリーンス

## 日本の状況

### 日本での導入事例
■百貨店
- 日本百貨店協会（百貨店ギフトカード。百貨店協会に加盟する百貨店のうち約160店舗で利用できる。）

※ 百貨店ギフトカードとは別に以下の百貨店で個別にハウスカードを導入している。
- 髙島屋 （一部の店舗では写真データの持ち込みによりオリジナルカードの作成ができる。）
- 大丸
- 小田急百貨店
- 京王百貨店
- 近鉄百貨店 （中部近鉄百貨店・和歌山近鉄百貨店でも販売され利用もできる。また阿倍野店では写真データの持ち込みによりオリジナルカードの作成ができる。）
- 阪急阪神百貨店 （阪急百貨店・阪神百貨店）
- 丸栄 （豊橋丸栄は販売はなく利用のみ可能。また写真データの持ち込みによりオリジナルカードの作成ができる。）
- 丸広百貨店
- ヤマトヤシキ
- 天満屋
- 井筒屋

■GMS等
- 西友
- イオン

■ブランド・ファッション
- ブランドギフトプレミアム
- BEAMS
- UNITED ARROWS
- SHIPS
- UNITED COLORS OF BENETTON
- GUCCI
- インディアンモトサイクル
- TOMMY HILFIGER
- ヒステリック・グラマー
- LE CIEL BLEU
- サマンサタバサ
- 京都きもの友禅
- ハンティングワールド
- ブルックス・ブラザーズ
- H&M

■インテリア・雑貨
- IKEA
- TINTIN SHOP
- 無印良品
- CASSINA-IXC
- プラザスタイル
- イデアインターナショナル
- ニトリ
- IDC大塚家具
- 銀座伊東屋
- アクタス

■飲食・レストラン
- スターバックスコーヒー
- フレッシュネスバーガー
- 聘珍樓
- KUA'AINA
- DEAN&DELUCA
- カフェ・ド・シンラン （東京都中央区：築地本願寺境内）
- 3CS （東京：新橋）
- 吉在門 （大阪：曾根崎・梅田東通り・北新地・長田）
- 肉匠紋次郎 （大阪：森之宮・東三国・北堀江・大正・守口市）
- うし源本店 （奈良県宇陀市）
- A971 （東京ミッドタウン）
- BAR le sept （東京：銀座）
- Wine & Champagne GOLD （東京：新橋）
- Q （東京：恵比寿）
- 餃子みんみん （東京：六本木店のみ）
- Baker Bounce （東京：三軒茶屋・東京ミッドタウン）
- マルターノ （横浜市青葉区）
- 庄助
- FUNGO （東京世田谷：三宿） / FUNGO DINING （東京：西新宿）
- bar latelier （東京：渋谷）
- 日本マクドナルド　※使いきりタイプ
- COVA
- KICHIRI
- 串家物語
- 藩
- 上島珈琲店
- 桃園香 （東京：赤坂）
- il desiderio （東京：外苑前）
- Belgian Beer CAFE
- 丸十 （東京：荻窪）
- コールド・ストーン・クリーマリー
- 道とん堀
- エノテカ
- ブルーシールアイスクリーム
- おたる寿司

■美容・エステ
- KO・HA・KU （東京：代々木・青山）
- ネイルサロン エス渋谷
- OMG （relax・Relax time等）
- オリーブ・スパ （東京：表参道）
- KAMiKAZE （東京：渋谷・新宿・池袋・町田・立川・銀座・横浜）
- Hair Space T-te （東京：日本橋）
- HOLLY LOTUS
- SALON DE ルポ
- HAIR&MAKE UP SANGO （愛知県豊田市）
- funni-star☆ （愛知県豊田市）
- 美容室グレース
- アンククロス～デュオ～ （東京豊島区：南大塚）
- カリプソ&ロケット （東京杉並区：下井草／埼玉：新所沢）
- UNPAS （東京：六本木・恵比寿・神谷町・三田）
- Palm Stage
- Happy Factory
- Dalla （東京世田谷区：梅ヶ丘）
- misa （千葉県君津市）
- ヘアメイクF
- バンブークリニックゾーン （東京大田区：池上）
- センス （東京：大井町・武蔵小山・戸越銀座・洗足）
- ストレートアルチザン （名古屋：名駅・栄・金山／東京銀座）
- Beauty Salon NARA （東京都府中市）
- trusty hair （愛知県東海市）
- LOVE&COMMUNICATION
- i-D Hair&Make for Aroma （新潟県燕市）
- JIGSAW（新潟市中央区）
- プロケアアイラッシュ （まつ毛サロン。東京：プランタン銀座内）
- SALTASIA
- Vigne
- TONI&GUY
- felice
- BEAUTY GENE professional
- EXCEL
- 33サプリ

■その他
- Amazon.co.jp
- TSUTAYA （首都圏18店舗、大阪枚方地区7店舗の実験導入段階）
- BURTON （直営店のみ）
- iTunes Music Card
- ユナイテッド・シネマ
- TOHOシネマズ
- エディオン （エイデン・デオデオを含む）
- トイザらス （ベビーザらスを含む）
- 眼鏡市場
- PANTERA （東京：青山）
- BLUE NOTE TOKYO （adding:blueを含む）
- COTTON CLUB （resonanceを含む）
- HOTEL JUBAN （東京：麻布十番）
- ナチュラルリーフ
- エムケイ石油
- NIRVANA （東京：六本木）
- ZOFF
- カーケアクラブ
- VILAX
- ZUTTO
- white essence
- ふくふくギフトカード
- 好福ギフトカード
- 満福ギフトカード
- 遊福ギフトカード
- OKUCA(贈り物ギフトカード)
- GURUPO(グルメギフトカード)
- BLAND GIFT PREMIUM(あらゆるインポートブランドが選べるギフトカード)

#### 日本における過去の導入事例
- ジャパンミュージックギフトカード （タノシカ）（2008年をもって廃止）
- amebar （東京：渋谷）（店舗閉店による）
- Denny's （2009年をもって廃止）

### ASPサービスを用いた応用ビジネスモデルの事例
- 東京都港区 エコバザー・エコポイントカード
- ポケモンだいすきクラブ ラッキーナンバーキャンペーン
- NEXCO東日本 E-NEXCO pass
- Hana*Hana（美容サロン情報サイト）ポイントカード

### 日本のASPサービス事業者
- CROSSY
- レピカ
- ファースト・データ
- ストアド・バリュー・ソリューションズ
- 大日本印刷
- 凸版印刷
- 日本カード
- モバイル・コマース・ソリューション
- バリューインク
- エグゼタイム
- ベスカ
- TSYS Japan
- バリューデザイン
- マックスカード

### 日本での今後の展望
2006年のギフトカードの発行額はおよそ、50億円と言われている。現在先進的な専門店外食での導入や百貨店での試験導入が進められており、今後中規模以上専門店の追随や百貨店での導入拡大、その後中小小売店での導入、またアライアンス等応用ビジネスモデル展開の可能性も多分にひめており、爆発的に普及が加速すると観測されている。しかしその一方で本格的な導入に至らず廃止される事例も出てきており、今後の動向には不透明な部分もある。